# پرادلوئنگو
پرادلوئنگو (به اسپانیایی: Prádanos de Bureba) یک شهرستان در اسپانیا است.